# Kilza Setti

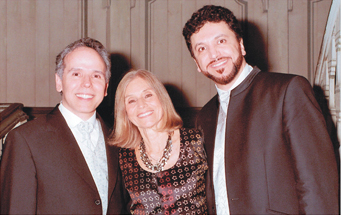
Maximiliano de Brito, Kilza Setti e Renato Mismetti

Kilza Setti de Castro Lima (São Paulo, 26 de janeiro de 1932) é uma musicista, compositora, professora doutora e antropóloga, e fundadora da Associação Brasileira de Folclore. Seu catálogo de obras contém cerca de setenta peças para diversas formações, sendo dez delas premiadas em concursos nacionais, entre eles o Ministério da Educação (MEC) e Fundação Nacional de Artes (FUNARTE). É titular da cadeira n.9 da Academia Brasileira de Música .

## Percurso
Kilza iniciou seus estudos musicais muito jovem com  Leonilda Morganti e aos oito anos de idade, começou a estudar piano o pianista e compositor Fructuoso Vianna e prosseguiu os estudos com Nair de Lima Tabet e Antonio Munhoz.
Graduou-se em piano, em 1953, pelo Conservatório Dramático e Musical de São Paulo. Em seguida, obteve uma bolsa de estudos  Conservatório Dramático e Musical de São Paulo, obteve uma bolsa de estudos para o curso de composição com Camargo Guarnieri, com quem estudou de 1954 a 1960. Em 1966, continuou seus estudos de composição musical no Instituto Torcuato di Tella, no Centro Latino de Altos Estudos Musicais, em Buenos Aires.
Em 1970 Kilza segue para Lisboa, com apoio da Fundação Calouste Gulbenkian, onde trabalhou sob orientação do etnomusicólogo Michel Giacometti e do compositor Fernando Lopes Graça, tendo seu primeiro contato com as áreas de etnomusicologia e antropologia. Anos mais tarde, de volta ao Brasil, inicia seu Doutorado na área de Antropologia Social pela Universidade de São Paulo (USP), finalizando o curso em 1985 com a apresentação de sua pesquisa sobre a música das comunidades de pescadores do litoral norte do estado de São Paulo. Desde então, Kilza tem atuado como compositora e professora convidada em diversas Universidades brasileiras.
Kilza Setti foi uma das pioneiras a estudar a cultura caiçara, especialmente no que diz respeito ao repertório musical dessa população nativa, bem como a maneira como constroem seus próprios instrumentos como rabecas, machetes, violas de machete e diversos tipos de tambores e instrumentos de percussão e a utilização dos mesmos em seus fandangos. Sob essa influência, Kilza compôs Missa Caiçara.  Sua pesquisa com essas populações litorâneas, iniciada em meados dos anos 1960s, hoje pode ser consultado no projeto "Projeto Acervo Memória Caiçara", resultado da doação de seu acervo para instituições museológicas, bem como a disponibilização dele na internet. O objetivo do projeto é valorizar e aumentar a visibilidade do patrimônio imaterial caiçara. 
Na década de 1980, Kilza musicou dois poemas de Carlos Drummond de Andrade, nomeadamente “Ser” e  “Memória”, que integraram uma turnê musical pela europa em homenagem ao centenário do poeta brasileiro. 
O conjunto de sua obra tem sido objeto de diversas pesquisas acadêmicas como, por exemplo, a tese de doutorado do violoncelista Darylin Manring, pela Universidade de Boston, EUA, e a dissertação de mestrado da pianista Nancy Bueno, pela Universidade Estadual de Campinas (UNICAMP), ambas concluídas em 1999.
Além de sua atuação como pianista, etnomusicóloga e compositora, ela também atuou como professora, tendo lecionado folclore e etnomusicologia na Faculdade de Música Santa Marcelina de 1975 a 1977, bem como antropologia musical na pós graduação da Universidade de São Paulo (USP), em 1985, e etnomusicologia na Universidade Federal da Bahia, em 1991. Kilza é responsável pela fundação da Associação Brasileira de Folclore, onde organizou conferências e cursos, além da fundação da Associação Nacional de Pesquisa e Pós-Graduação em Música e da Associação Brasileira de Etnomusicologia. Atualmente é Assessora Científica da FAPESP e integra o Conselho Editorial da revista African Music (Rhodes University, África do Sul).
Em 2020, Kilza foi uma das mulheres cuja obra foi tema da série de concertos "Mulheres na Música" no SESC Vila Mariana, dentro do programa “Vozes Mulheres”, que visou abordar autoras que enfretaram preconceitos políticos e de gênero e por terem lutado contra o peso da tradição e o estereótipo do papel da mulher na sociedade.

## Obras
Dentre o vasto catálogo de obras da compositora, podem ser destacadas:
- 1958 Dois Corais mistos: Obialá Koro Yemanjá Oto
- 1959 Balada do Rei das Sereias
- 1973 Poesia II
- 1982 Canoa em dois tempos
- 1982 Ser
- 1982 Memória
- 1962 Lenda do céu
- 1972 Lundu
- 1973 Jogo da Condessa
- 1990 Missa Caiçara
- 1955 Toada para piano
- 1958 Seis Peças em clave de Sol para piano
- 1972 Dois momentos para flauta
- 1958 Toada para orquestra
- 1961 Suíte para orquestra de cordas, piccolo, flauta, clarineta
- 1966 Folgança suíte para orquestra
- 1999 Meditação sobre o Tietê